# Somehow (песня Джосс Стоун)
«Somehow» — песня английской соул певицы Джосс Стоун была выпущена 24 июня 2011 года в качестве первого сингла с её пятого студийного альбома LP1. Сингл появился в официальном радио-чарте Люксембурга на 44 позиции и в японском чарте на 31 месте.

## Список композиций
Digital download
1. «Somehow» — 3:04

## Чарты
| Чарт (2011)              | Высшее место |
| ------------------------ | ------------ |
| Япония (Japan Hot 100)   | 11           |
| Люксембург Airplay Chart | 44           |